# Jaffrey
Jaffrey és una població dels Estats Units a l'estat de Nou Hampshire. Segons el cens del 2000 tenia 5.476 habitants.

## Demografia
Segons el cens del 2000, Jaffrey tenia 5.476 habitants, 2.120 habitatges, i 1.464 famílies. La densitat de població era de 55,2 habitants per km².
Dels 2.120 habitatges en un 33,8% hi vivien nens de menys de 18 anys, en un 52,7% hi vivien parelles casades, en un 0% dones solteres, i en un 30,9% no eren unitats familiars. En el 24,4% dels habitatges hi vivien persones soles el 8,3% de les quals corresponia a persones de 65 anys o més que vivien soles. El nombre mitjà de persones vivint en cada habitatge era de 2,5 i el nombre mitjà de persones que vivien en cada família era de 2,98.
Per edats la població es repartia de la següent manera: un 26% tenia menys de 18 anys, un 6,9% entre 18 i 24, un 28,7% entre 25 i 44, un 22,7% de 45 a 60 i un 15,7% 65 anys o més.
L'edat mediana era de 38 anys. Per cada 100 dones de 18 o més anys hi havia 87,3 homes.
La renda mediana per habitatge era de 45.033$ i la renda mediana per família de 48.703$. Els homes tenien una renda mediana de 35.349$ mentre que les dones 26.773$. La renda per capita de la població era de 21.412$. Entorn del 3,8% de les famílies i el 7,8% de la població estaven per davall del llindar de pobresa.